# The Courage of Others
The Courage of Others è il terzo album in studio del gruppo musicale statunitense dei Midlake del 2010 edito per la casa discografia Bella Union.

## Tracce
1. Acts of Man – 4:16
2. Winter Dies – 4:28
3. Small Mountain – 4:56
4. Core of Nature – 3:19
5. Fortune – 3:48
6. Rulers, Ruling All Things – 3:44
7. Children of the Grounds – 4:03
8. Bring Down – 3:26
9. The Horn – 3:36
10. The Courage of Others – 4:07
11. In the Ground – 4:06

## Formazione
- Tim Smith - voce chitarra acustica, flauto, pianoforte, tastiera
- Eric Pulido - chitarra, dulcimer, percussioni, seconda voce
- Paul Alexander - basso elettrico, chitarra elettrica, basso
- McKenzie Smith - batteria, percussioni
- Eric Nichelson - chitarra, percussioni, autoharp

con
- Max Townsley - chitarra elettrica
- Jesse Chandler - clavicembalo
- Fiona Brice - violino
- Stephanie Dosen - armonica nel brano Bring Down